# Manndlbach
Der Manndlbach (auch Mandlbach oder Mannlbach geschrieben) ist ein Bach in den Ammergauer Alpen auf dem Gebiet der Gemeinde Ettal im Landkreis Garmisch-Partenkirchen in Bayern. Er ist etwa 3 Kilometer lang, hat ein Einzugsgebiet von etwa 7,7 Quadratkilometern und mündet am Westrand des Weidmooses von rechts in den Mühlbach.

## Verlauf
Der Manndlbach entsteht aus dem Zusammenfluss von zwei Quellbächen, dem etwa 1,5 Kilometer langen Tiefentalgraben und dem etwa 1,2 Kilometer langen Spitzschlaggraben. Beide entspringen im Gemeindegebiet von Ettal, der Tiefentalgraben südlich des Ettaler Manndls in der Nähe der Tiefentaldiensthütte auf einer Höhe von 1311 m ü. NHN und der Spitzschlaggraben im Waldgebiet Spitzschlag am Südhang der Manndlköpfe auf einer Höhe von 1347 m ü. NHN. Die zwei Bäche vereinigen sich etwa 500 Meter nordöstlich des Klosters Ettal auf einer Höhe von 917 m ü. NHN.
Von dort aus fließt der Manndlbach zunächst in Richtung Südwesten bis zum Talgrund und folgt diesem dann in Richtung Nordwesten. Etwa 250 Meter südöstlich der Ettaler Mühle biegt er nach Norden ab und mündet nach 600 Metern auf einer Höhe von 917 m ü. NHN von rechts in den von der Ettaler Mühle kommenden Mühlbach.

## Zuflüsse
In seinem Verlauf nimmt der Manndlbach von links mehrere kleinere von Laber und Ochsenspitz herabfließende Bäche auf. Etwa 250 Meter vor seiner Mündung fließt ihm von rechts der Lichtenstättgraben zu, der am Südwesthang von Schartenkopf und Latschenköpfl entspringt.